# Campeonato de Francia de ajedrez
El Campeonato de Francia de ajedrez es una competición para definir al mejor jugador de este deporte en Francia. Se viene celebrando desde 1914 y la última edición del 2011 fue ganada por Maxime Vachier-Lagrave, ilustres ajedrecistas franceses han logrado la victoria en este torneo como Nicolas Rossolimo , Savielly Tartakower y Étienne Bacrot (este último en 5 ediciones consecutivas).

## Tabla del Campeonato de Francia individual absoluto[1]
| Edición      | Año     | Sede                    | Campeón masculino                        | Campeón femenino             |
| ------------ | ------- | ----------------------- | ---------------------------------------- | ---------------------------- |
| Oficioso I   | 1880    | París                   | Samuel Rosenthal                         |                              |
| Oficioso II  | 1881    | París                   | Edward Chamier                           |                              |
| Oficioso III | 1883    | París                   | Albert Clerc                             |                              |
| Oficioso IV  | 1903    | Arcachon                | Adolphe Silbert                          |                              |
| Oficioso V   | 1914    | Lyon                    | Alphonse Goetz                           |                              |
| I            | 1923    | París                   | George Renaud                            |                              |
| II           | 1924    | Estrasburgo             | Robert Crépeaux                          | 1.Marie Jeanne Frigard       |
| III          | 1925    | Niza                    | Robert Crépeaux                          | 2.Marie Jeanne Frigard       |
| IV           | 1926    | Biarritz                | André Chéron                             | 3.Marie Jeanne Frigard       |
| V            | 1927    | Chamonix-Mont-Blanc     | André Chéron                             | 4.Marie Jeanne Frigard       |
| VI           | 1928    | Marsella                | Aimé Gibaud                              | 5.Jeanne d'Autremont         |
| VII          | 1929    | Saint-Claude            | André Chéron                             | 6.Jeanne d'Autremont         |
| VIII         | 1930    | Ruan                    | Aimé Gibaud                              |                              |
| IX           | 1931    | Lille                   | André Muffang                            | 7.Louise Pape                |
| X            | 1932    | La Baule                | Maurice Raizman                          | 8.Jeanne d'Autremont         |
| XI           | 1933    | Sarreguemines           | Aristide Gromer                          | 9.Paulette Schwartzmann      |
| XII          | 1934    | París                   | Victor Kahn                              | 10.Maud Flandin              |
| XIII         | 1935    | Saint-Alban-les-Eaux    | Aimé Gibaud                              | 11.Paulette Schwartzmann     |
| XIV          | 1936    | París                   | Maurice Raizman                          | 12.Chantal Chaudé de Silans  |
| XV           | 1937    | Toulouse                | Aristide Gromer                          | 13.Anglés d'Auriac           |
| XVI          | 1938    | Niza                    | Aristide Gromer                          | 14.Paulette Schwartzmann     |
| XVII         | 1940    | Niza                    | Aimé Gibaud                              |                              |
| XVIII        | 1941    | París                   | Robert Crépeaux                          | 15.Germaine Long             |
| XIX          | 1942    | París                   | Roger Daniel                             | 16.Mme. Duval                |
| XX           | 1943    | Pau                     | Louis Bigot                              | 17.Suzanne Dehelly           |
| XXI          | 1945    | Roubaix                 | César Boutteville                        |                              |
| XXII         | 1946    | Burdeos                 | Maurice Raizman                          |                              |
| XXIII        | 1947    | Ruan                    | Maurice Raizman                          |                              |
| XXIV         | 1948    | París                   | Nicolas Rossolimo                        |                              |
| XXV          | 1949    | Besanzón                | Claude Hugot                             |                              |
| XXVI         | 1950    | Aix-en-Provence         | César Boutteville                        |                              |
| XXVII        | 1951    | Vichy                   | Maurice Raizman                          |                              |
| XXVIII       | 1952    | Charleville             | Maurice Raizman                          |                              |
| XXIX         | 1953    | París                   | Savielly Tartakower                      |                              |
| XXX          | 1954    | Marsella                | César Boutteville                        |                              |
| XXXI         | 1955    | Toulouse                | César Boutteville                        | 18.Henriette Vazeille        |
| XXXII        | 1956    | Vittel                  | Pierre Rolland                           | 19.Isabelle Choko            |
| XXXIII       | 1957    | Burdeos                 | Wolf Bergraser                           | 20.Henriette Vazeille        |
| XXXIV        | 1958    | Le Touquet              | Claude Lemoine                           |                              |
| XXXV         | 1959    | Reims                   | César Boutteville                        |                              |
| XXXVI        | 1961    | París                   | Guy Mazzoni                              |                              |
| XXXVII       | 1962    | París                   | André Thiellement                        |                              |
| XXXVIII      | 1963    | París                   | André Thiellement                        |                              |
| XXXIX        | 1964    | Montpellier             | Michel Roos                              |                              |
| XL           | 1965    | Dunkerque               | Guy Mazzoni                              |                              |
| XLI          | 1966    | Grenoble                | Wolf Bergraser                           |                              |
| XLII         | 1967    | Dieppe                  | César Boutteville                        |                              |
| XLIII        | 1968    | Charbonnières-les-Bains | Jean-Claude Letzelter                    |                              |
| XLIV         | 1969    | Pau                     | Jacques Planté                           |                              |
| XLV          | 1970    | Mulhouse                | Jacques Maclès                           |                              |
| XLVI         | 1971    | Mérignac                | Jean-Claude Letzelter                    |                              |
| XLVII        | 1972    | Rosny-sous-Bois         | Aldo Haïk                                |                              |
| XLVIII       | 1973    | Vittel                  | Michel Benoit                            |                              |
| XLIX         | 1974    | Chambéry                | Jean-Claude Letzelter                    |                              |
| L            | 1975    | Dijon                   | Miodrag Todorcevic                       | 21.Milinka Merlini           |
| LI           | 1976    | Saint-Jean-de-Monts     | François Chevaldonnet                    | 22.Milinka Merlini           |
| LII          | 1977    | Le Touquet              | Louis Roos                               | 23.Milinka Merlini           |
| LIII         | 1978    | Castelnaudary           | Nicolas Giffard                          | 24.Milinka Merlini           |
| LIV          | 1979    | Courchevel              | Bachar Kouatly                           | 25.Monique Ruck              |
| LV           | 1980    | Puteaux                 | Jean-Luc Seret                           | 26.Milinka Merlini           |
| LVI          | 1981    | Vitrolles               | Jean-Luc Seret                           | 27.Josiane Legendre          |
| LVII         | 1982    | Schiltigheim            | Nicolas Giffard                          | 28.Martine Dubois            |
| LVIII        | 1983    | Belfort                 | Aldo Haïk                                | 29.Julia Lebel Arias         |
| LIX          | 1984    | Alès                    | Jean-Luc Seret                           | 30.Isabelle Kientler         |
| LX           | 1985    | Clermont-Ferrand        | Jean-Luc Seret                           | 31.Christine Leroy           |
| LXI          | 1986    | Épinal                  | Gilles Mirallès                          | 32.Julia Lebel Arias         |
| LXII         | 1987    | Ruan                    | Christophe Bernard                       | 33.Sabine Fruteu             |
| LXIII        | 1988    | Val Thorens             | Gilles Andruet                           |                              |
| LXIV         | 1989    | Épinal                  | Gilles Mirallès                          | 34.Sabine Fruteau            |
| LXV          | 1990    | Angers                  | Marc Santo-Roman                         | 35.Julia Lebel Arias         |
| LXVI         | 1991    | Montpellier             | Marc Santo-Roman                         | 36.Christine Flear           |
| LXVII        | 1992    | Estrasburgo             | Manuel Apicella                          | 37.Claire Gervais            |
| LXVIII       | 1993    | Nantes                  | Emmanuel Bricard                         | 38.Claire Gervais            |
| LXIX         | 1994    | Chambéry                | Marc Santo-Roman                         | 39.Christine Flear           |
| LXX          | 1995    | Toulouse                | Eric Prié                                | 40.Raphaélle Bujisho         |
| LXXI         | 1996    | Auxerre                 | Christian Bauer                          | 41.Claire Gervais            |
| LXXII        | 1997    | Narbona                 | Anatoly Vaisser                          | 42.Malina Nicoara            |
| LXXIII       | 1998    | Méribel                 | Josif Dorfman                            | 43.Christine Flear           |
| LXXIV        | 1999    | Besançon                | Étienne Bacrot                           | 44.Christine Flear           |
| LXXV         | 2000    | Vichy                   | Étienne Bacrot                           | 45.Marie Sebag               |
| LXXVI        | 2001    | Marsella                | Étienne Bacrot                           | 46.Maria Leconte             |
| LXXVII       | 2002    | Val-d'Isère             | Étienne Bacrot                           | 47.Marie Sebag               |
| LXXVIII      | 2003    | Aix-les-Bains           | Étienne Bacrot                           | 48.Sophie Milliet            |
| LXXIX        | 2004    | Val-d'Isère             | Joël Lautier                             | 49.Almira Skripchenko        |
| LXXX         | 2005    | Chartres                | Joël Lautier                             | 50.Almira Skripchenko        |
| LXXXI        | 2006    | Besanzón                | Vladislav Tkachiev                       | 51.Almira Skripchenko        |
| LXXXII       | 2007    | Aix-les-Bains           | Maxime Vachier-Lagrave                   | 52.Silvia Collas             |
| LXXXIII      | 2008    | Pau                     | Étienne Bacrot                           | 53.Sophie Milliet            |
| LXXXIV       | 2009    | Nimes                   | Vladislav Tkachiev                       | 54.Sophie Milliet            |
| LXXXV        | 2010    | Belfort                 | Laurent Fressinet                        | 55.Almira Skripchenko        |
| LXXXVI       | 2011    | Caen                    | Maxime Vachier-Lagrave                   | 56.Sophie Milliet            |
| LXXXVII      | 2012[2] | Pau                     | Édouard / Vachier-Lagrave Bauer / Bacrot | 57.Almira Skripchenko        |
| LXXXVIII     | 2013[3] | Nancy                   | Hicham Hamdouchi                         | 58.Nino Maisuradze           |
| LXXXIX       | 2014[4] | Nimes                   | Laurent Fressinet                        | 59. Nino Maisuradze          |
| LXXXX        | 2015[5] | Saint-Quentin           | Christian Bauer                          | 60.Almira Skripchenko        |
| XCI          | 2016    | Agen                    | Matthieu Cornette                        | 61.Sophie Milliet            |
| XCII         | 2017    | Agen                    | Étienne Bacrot                           | 62.Sophie Milliet            |
| XCIII        | 2018    | Nimes                   | Tigran Gharamian                         | 63.Paulina Guichard          |
| XCIV         | 2019    | Chartres                | Maxime Lagarde                           | 64.Paulina Guichard          |
| XCV          | 2022    | Albi                    | Jules Moussard                           | 65.Almira Skripchenko        |
| XCVI         | 2023    | L'Alpe d'Huez           | Yannick Gozzoli                          | 66.Mitra Hejazipour          |
| XCVII        | 2024    | [L'Alpe d'Huez]]        | Jules Moussard                           | 67.Deimante Daulyte-Cornette |